# Poing contre poing
Une salutation poing contre poing, aussi appelé en anglais fist bump, power five, fist pound ou brofist, est un geste de signification similaire à une poignée de main ou à un high five. Il consiste à se saluer en se cognant légèrement poing contre poing.  

## Histoire

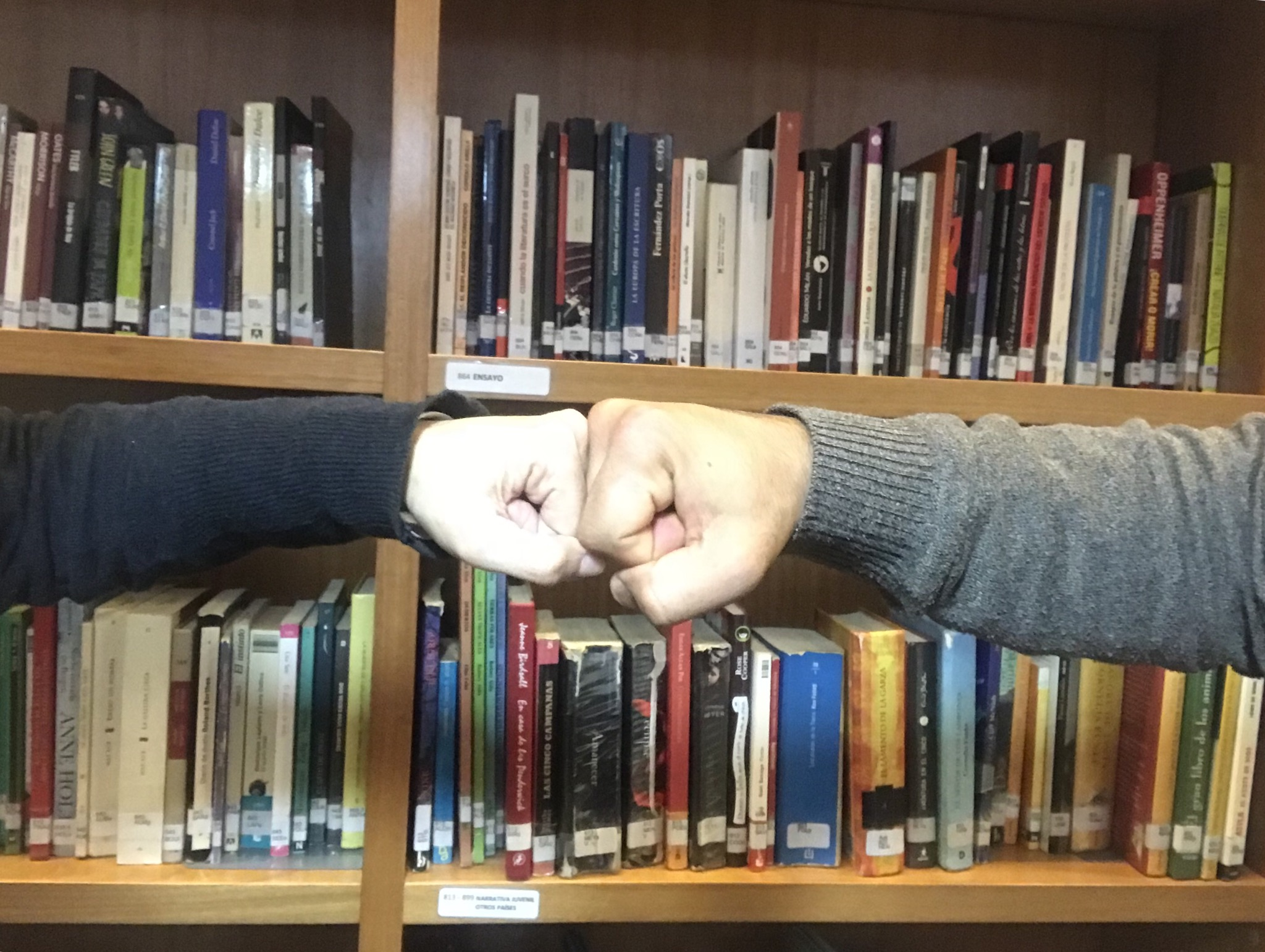
Un poing contre poing

Dans le cadre d'une salutation plus complexe, ou check, il peut, ou non, être précédé ou suivi d'un ensemble d'autres gestes formant un salut plus complexe. Probablement hérité de la période esclavagiste, le fist bump a été remis en avant médiatiquement dans les années 1950 dans le cadre du baseball. Il est couramment utilisé dans des sports comme le hockey sur glace, le baseball ou le cricket pour saluer un adversaire à la fin d'un match ou pour célébrer une action avec un partenaire. Barack Obama l'a diffusé dans la sphère politico-médiatique mondiale au début du XXIe siècle. 
La salutation poing contre poing, de même que le salut du coude est aussi préconisé comme façon de se saluer pour des raisons sanitaires, puisqu'il limite la transmission des bactéries,,.